# Делта на Места
Делтата на Места (на гръцки: Δέλτα Νέστου) е делтата на река Места (Нестос) при вливането си в Егейско море на територията на Гърция в огромен лиман на няколко километра източно от курортното селище Керамоти.
Районът на делтата е сред най-важните рамсарски места в Гърция. Заема площ от 50 000 хектара. Заради голямото си екологично значение, през 1971 г. делтата е защитена от международната Рамсарска конвенция, а през 1992 година е включена в екологичната система от защитени зони Натура 2000. Районът на делтата принадлежи към Националния парк „Източна Македония-Тракия“.

## Жив свят
В района на делтата расте една от малкото останали на Балканите девствени крайречни гори наречена Коджа орман (Μεγάλο Δάσος или Κοτζά Ορμάν, в превод Голямата гора). Височината на дърветата в нея достигат до 40 метра, а диаметъра на стволовете при някои до 2 метра. В миналото гората е обхвала площ от 12 500 хектара, но днес от нея са останали едва 4500 декара, които са под закрила.
В делтата на река Места се срещат 20 вида бозайници, 11 вида земноводни, 22 вида влечуги, 30 вида сладководни риби и 277 вида птици. Крайречната гора е едно от двете естествени местообитания в Европа на колхидския фазан и едно от малкото места в Европа обитавано от шипокрилата калугерица (на латински: Vanellus spinosus). Тук е мястото с най-голяма гъстота на популацията на златистия чакал в Гърция.